# Tahitská kuchyně

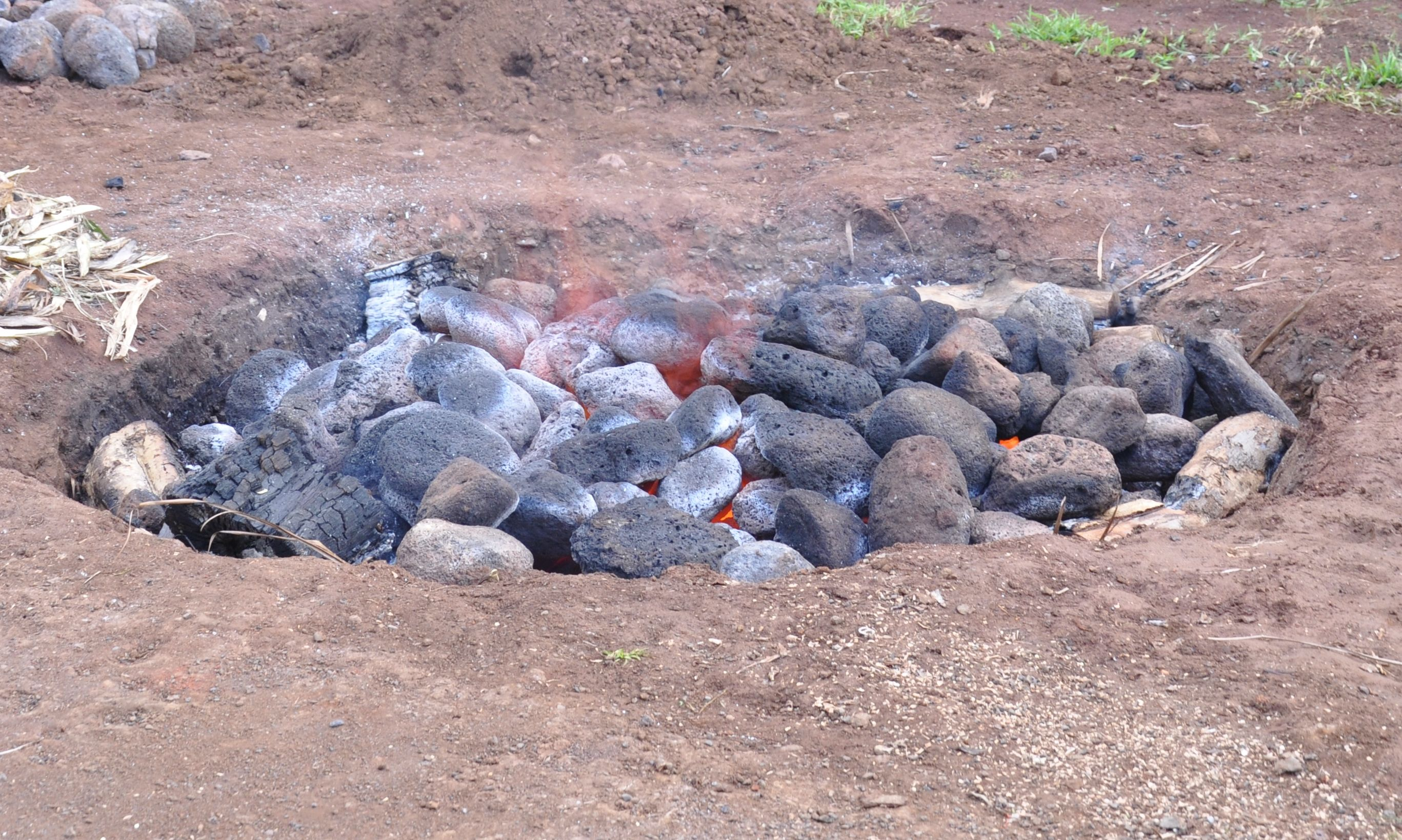
Vyhloubená pec ahi ma'a

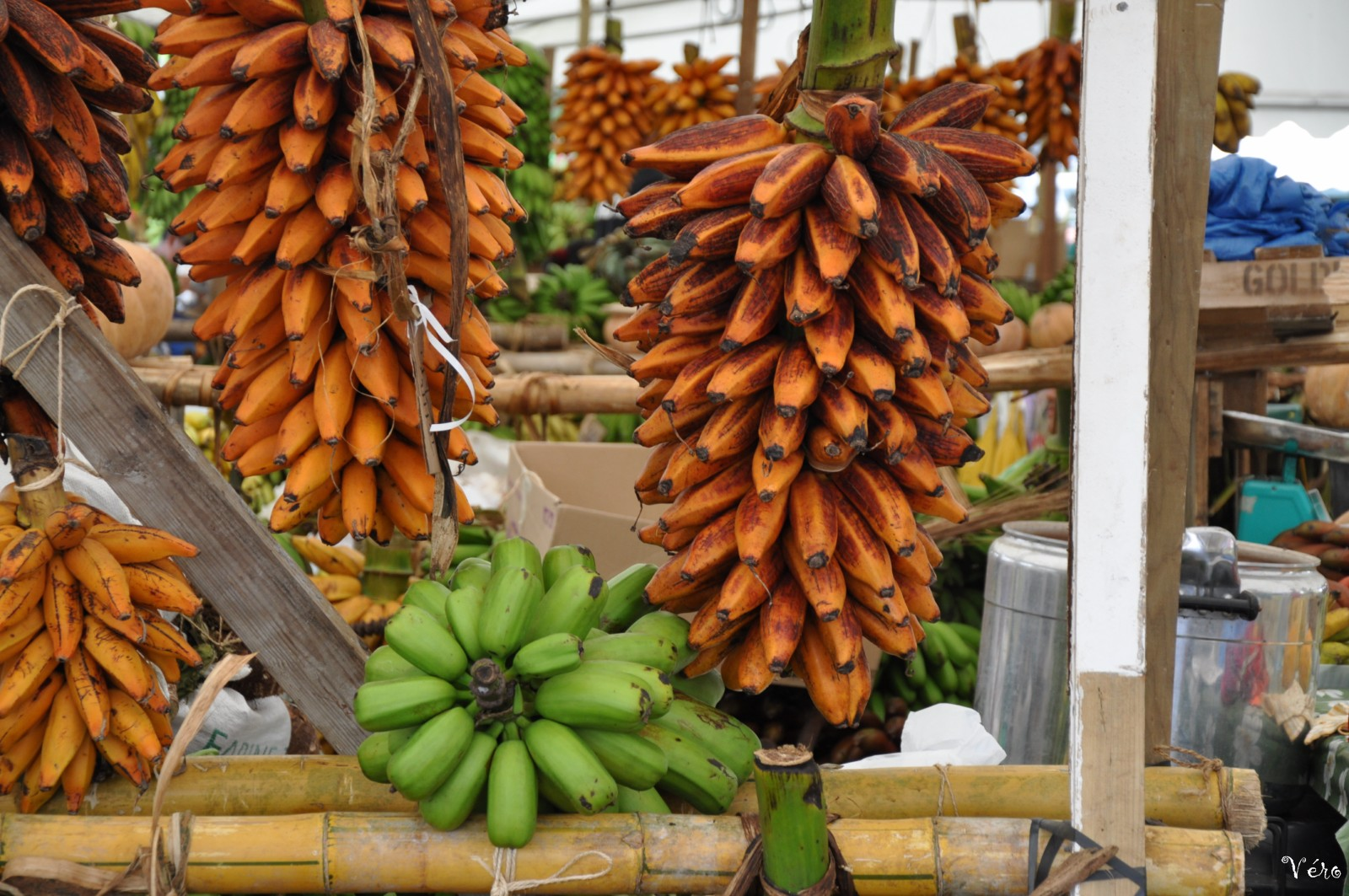
Banány fe'i na Tahiti

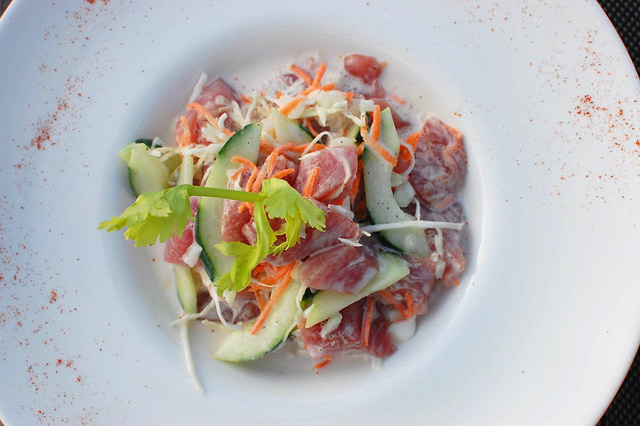
I'a ota

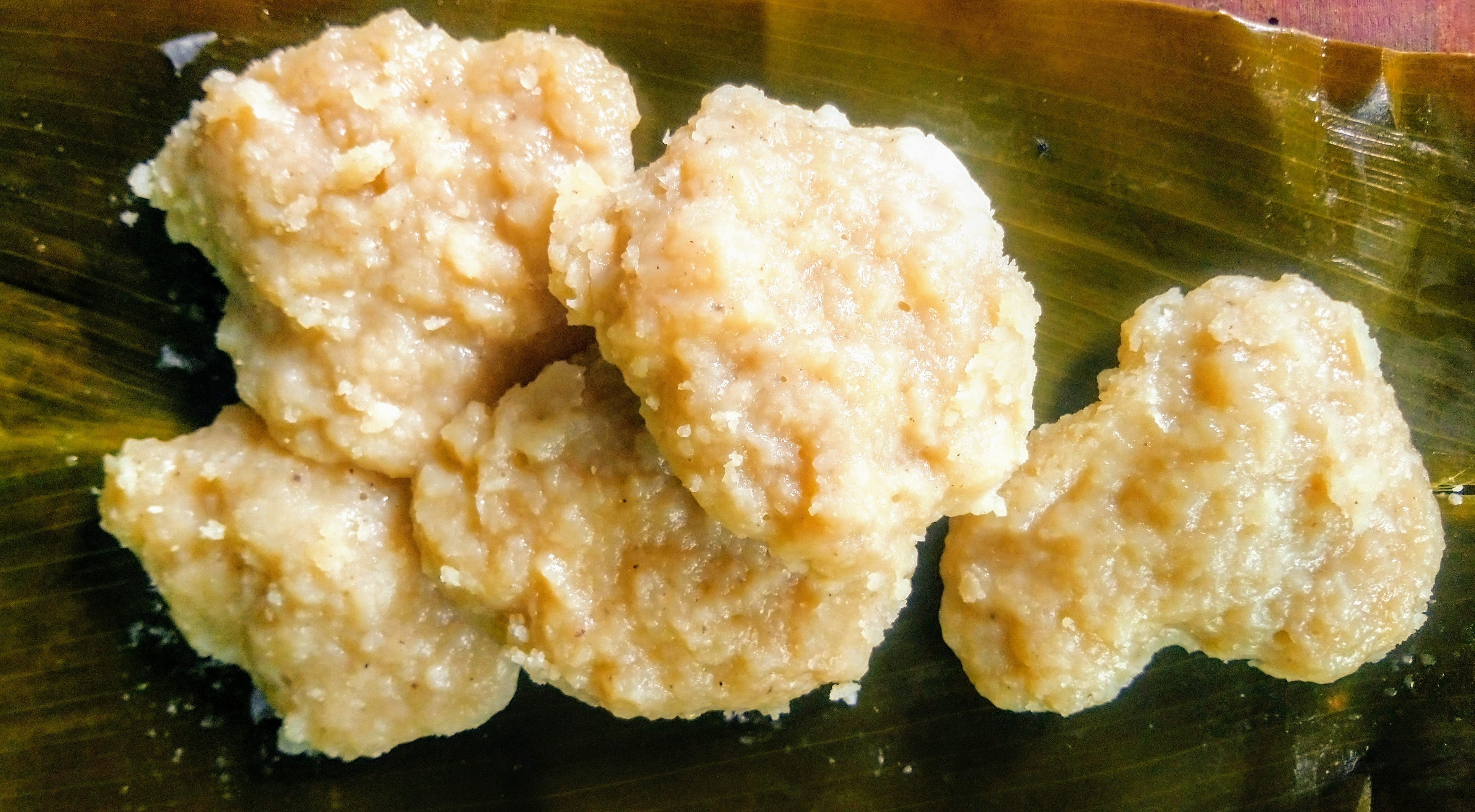
Faraoa 'ipo

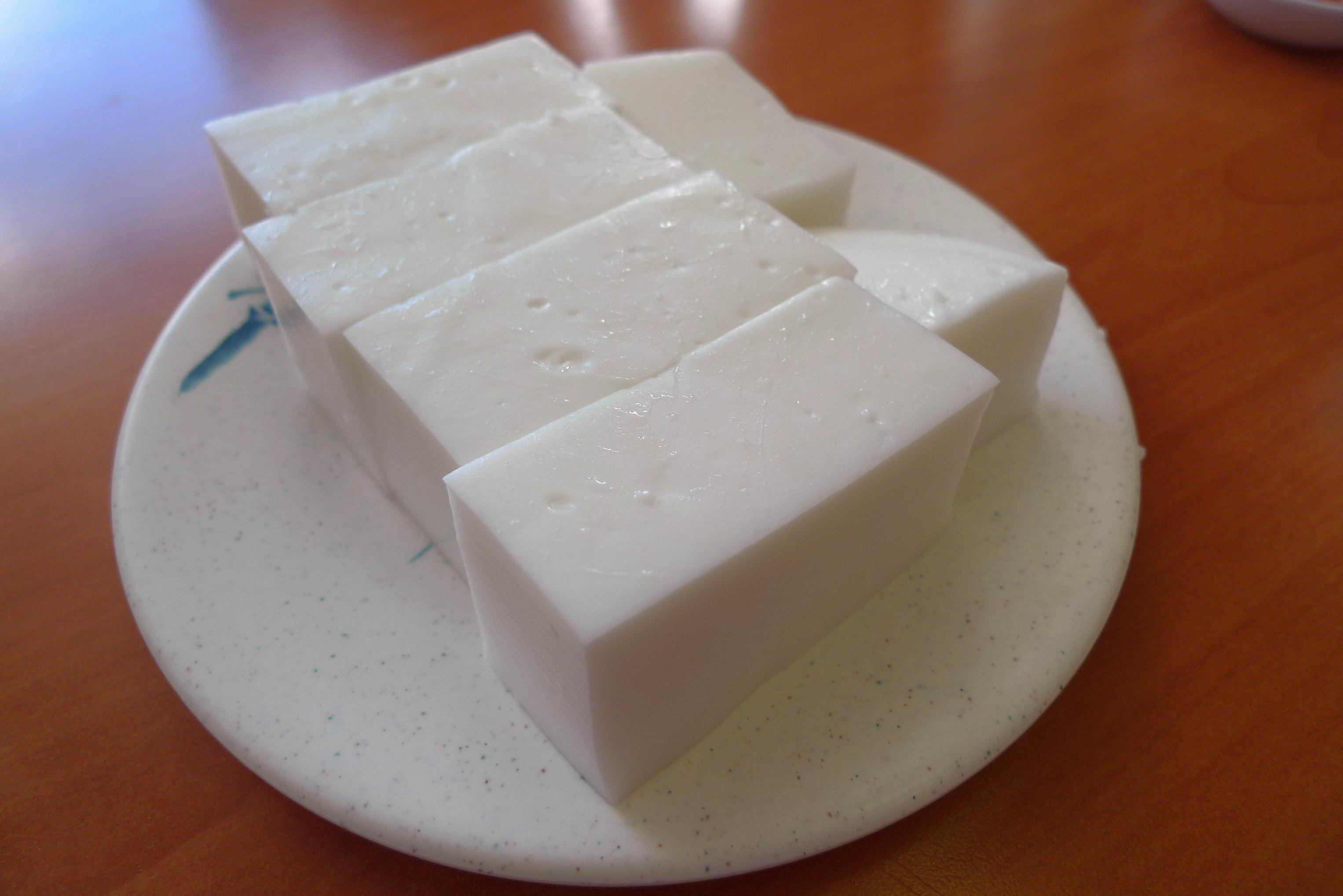
Haupia

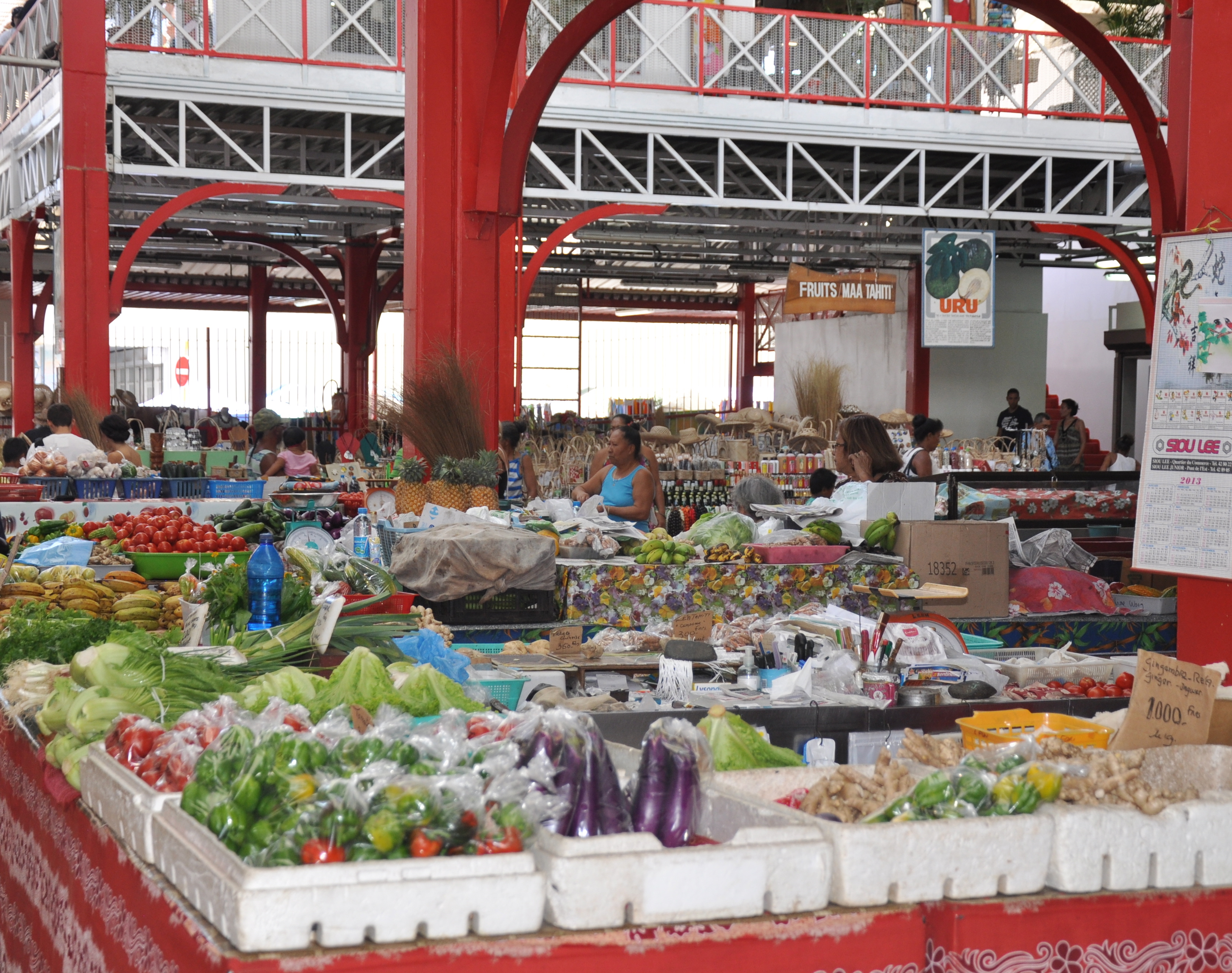
Trh se zeleninou v Papeete

Tahitská kuchyně (tahitsky ma'a tahiti , francouzsky cuisine tahitienne) je tradiční kuchyní ostrova Tahiti, označuje se tak nicméně i širší kuchyně dalších ostrovů Francouzské Polynésie, k Francii patřící skupiny ostrovů v jižním Pacifiku. Tahitská kuchyně vychází z polynéské kuchyně a kuchyním ostatních polynéských ostrovů je velmi podobná, ovlivněna ale byla i francouzskou kuchyní a díky asijské komunitě i kuchyní asijskou (převážně čínskou).
Mezi základní suroviny tahitské kuchyně patří škrobovité hlízy (batáty, taro nebo hlízy xantosomy), z masa se využívá především vepřové, rybí a mořské plody. Hojně se konzumuje i tropické ovoce, například kokosy, chlebovníky nebo banány fe'i, speciální druh banánu, oranžové barvy a menší než banány běžné, na polynéských ostrovech běžně podávaný jako dezert.
Tradiční způsob přípravy pokrmů je ahi ma'a, v rámci kterého se pokrmy balí do banánových listů a pečou se dlouhou dobu v pecích vyhloubených v zemi. Některé pokrmy se takto pečou v omáčce z kokosového mléka, rumu a vanilky.
Na ostrově Rurutu bylo až do poloviny 20. století provozováno velrybářství.

## Příklady tahitských pokrmů
Příklady tahitských pokrmů:
- I'a ota (poisson cru), kousky syrového rybího masa naložené v citrusové šťávě smíchané s kokosovým mlékem.
- Faraoa 'ipo, vařené těsto z mouky, kokosu a cukru.
- Po'e, banánový pudink.[5]
- Haupia, pudink z kokosového mléka.[5]
- Firi firi, smažené sladké pečivo ve tvaru osmičky.[5]
- Pua'a chou, vepřové maso vařené s hlávkovým zelím a zeleninou.
- Fafaru, pokrm z ryb fermentovaných ve směsi mořské vody a krevet.
- Miti hue, omáčka z kokosu a mořské vody.[2]
- Taioro, fermentovaný kokos.[6]

## Příklady tahitských nápojů
Příklady tahitských nápojů:
- Kava, opojný nápoj z pepřovníku opojného.[7]
- Ovocné šťávy
- Kokosová voda
- Rum, Francouzská Polynésie má vlastní produkci.[8]
- Místní značka piva se nazývá Hinano.[9]